# The Trouble with Mr. Bean
The Trouble with Mr. Bean (conocido al español como El problema de Mr. Bean) es un episodio de la serie británica Mr. Bean  que cuenta las aventuras de un hombre extremadamente infantil y torpe. Este episodio fue emitido el 1 de enero de 1992, es el más visto de la historia de la serie con 18,74 millones de espectadores.

## Trama
El episodio se divide en 4 actos:
- Acto 1: Mr. Bean se queda dormido y llega tarde a su cita con el dentista, por lo que debe ir vistiéndose mientras conduce (y se lava los dientes).
- Acto 2: Llega a su hora al dentista. Ya en la sala de espera, quiere leer el cómic  que tiene un chico sentado a su lado, por lo que le echa agua para que su madre piense que se hizo pipí y se fuera. Al entrar a la consulta del dentista, Mr. Bean curioso, saca la inyección que el dentista le iba a poner, el dentista se acerca y se la inyecta por lo que cae anestesiado. Mr. Bean, pasa a hacerse su tratamiento dental, solo.
- Acto 3: Mr. Bean ya en un parque, ayuda a un chico que tiene problemas con el control remoto de su bote, Bean echa a perder el control, sin embargo después se arregla, pero no se da cuenta de que además ahora además del bote, controla una silla de ruedas...
- Acto 4: En el mismo parque Bean hace un pícnic, sin embargo llega una mosca a molestarlo, e intentar posarse en su pequeño pastel. Trata de matarla, y cuando cree haberlo logrado, descubre que la mosca todavía está viva.
- En los créditos Mr. Bean, sale desesperadamente del parque hacia el estacionamiento y logra que la mosca entre a un auto. Al lado de aquel auto, está la silla de ruedas del acto 3.